# Othreis pomona
Othreis pomona är en fjärilsart som beskrevs av Pieter Cramer 1775. Othreis pomona ingår i släktet Othreis och familjen nattflyn. Inga underarter finns listade i Catalogue of Life.